# قاسم بهرامی
قاسم بهرامی ملقب به شیدای همدانی، شاعر منتقد ایرانی اهل همدان و ساکن مشهد است. او تا پیش از دستگیری، شعرهای خود و سایر شاعران را همزمان با نواختن موسیقی، به‌صورت تصویری در صفحات شخصی خود، در اینستاگرام، توئیتر و تلگرام منتشر می‌کرد.

## شعرها
شعرهای شیدای همدانی، اغلب علیه حکومت جمهوری اسلامی هستند. او شعری در نقد سید علی خامنه‌ای سرود و در هنگام خواندن آن، عکس وی را آتش زد که یکی از دلایل دستگیری او بیان شده‌است.

## دستگیری
قاسم بهرامی در تاریخ ۲۴ شهریور ۱۴۰۰ توسط عوامل حکومت جمهوری اسلامی در مشهد، دستگیر و به مکان نامعلومی منتقل شد. گفته می‌شود او به‌دلیل به آتش کشیدن تصویر سید علی خامنه‌ای، رهبر جمهوری اسلامی ایران دستگیر شده‌است.

### واکنش‌ها
بازداشت بهرامی از سوی بسیاری از کاربران توئیتر، مورد انتقاد و اعتراض قرار گرفت و بارها جهت حمایت از او طوفان توییتری به راه افتاد. برخی از شخصیت‌ها و افراد سرشناس نیز، از وی حمایت کرده و خواستار آزادی او شدند.
شاهزاده رضا پهلوی ولیعهد ایران، با انتشار یک توئیت خواستار آزادی شیدای همدانی و توماج صالحی خواننده رپ اعتراضی شد. وی در حساب توئیتر خود نوشت:
آثار توماج صالحی و شیدای همدانی، تبلور هنری اعتراضات سراسری است، و محبوبیت‌شان، نشانه فراگیری گفتمان براندازی—  شاهزاده رضا پهلوی

شهبانو فرح پهلوی، در پیامی، حمایت خود را از شیدای همدانی اعلام کرد و خواستار آزادی وی شد. وی در قسمتی از پیام خود نوشت:
بالاخره نور بر تاریکی پیروز خواهد شد.— فرح پهلوی
سام رجبی ورزشکار و فعال سیاسی در این رابطه نوشت: 
تصور کن اگر مثل او هزاران باشد. در رساندن صدایش کوتاهی نکنیم.— سام رجبی
شاهین نجفی خواننده و ترانه‌سرای ایرانی نیز در توئیتی به بازداشت توماج صالحی و شیدای همدانی، واکنش نشان داد و نوشت:
دشمنان مسلط بر ایران عزیز، فرزندان میهن را در بند و در سلاخ‌خانهٔ خود به خون می‌کشند. باید با حفظ فاصله از جریان‌های سوءاستفاده‌گر از حقوق حقهٔ شهروندان دربند دفاع کرد. سکوت در برابر جنایت همدستی است.— شاهین نجفی

### آزادی موقت
پس از حدود دو ماه بی‌خبری از محل نگهداری، وضعیت سلامتی و همچنین علت بازداشت او، شیدای همدانی در ۲۳ آبان ۱۴۰۰ با تأمین وثیقه و به‌طور موقت آزاد شد.